# Judith Andrée-Hanslik
Judith Andrée-Hanslik (Geburtsname Judith Andrée, * 4. November 1906 in Marburg an der Drau; † 24. Mai 1951 in Wien) war eine österreichische Klassische Philologin und Gymnasiallehrerin.

## Leben
Judith Andrée studierte an der Universität Wien, wo sie am 20. Dezember 1933 zum Dr. phil. promoviert wurde. Ihre 1932 verfasste Doktorarbeit behandelte die weiblichen Personennamen Böotiens und wurde von Ludwig Radermacher und Alfred Kappelmacher betreut. Bereits als Studentin verfasste sie Artikel für Paulys Realencyclopädie der classischen Altertumswissenschaft (RE) aus ihrem Spezialgebiet. Insgesamt verfasste sie über 30 Artikel für die RE.
Nach dem Studium arbeitete Andrée als Gymnasiallehrerin in Wien. Am 14. April 1935 heiratete sie ihren Kollegen und Studienfreund, den Gymnasiallehrer Rudolf Hanslik (1907–1982), mit dem sie drei Kinder bekam.
Andrée-Hanslik verstarb 1951 nach langer, schwerer Krankheit.

## Schriften (Auswahl)
- De nominibus mulierum Boeoticarum propriis. Wien 1933 (ungedruckte Dissertation)
- RE-Artikel: Band XV,1 (1931) Melanthios 11 (429), Meleagrides (445f.), Melisseus 4 (529), Menophilos 5 (929). Band XVI,1 (1933) Muzuca (989f.). Band XVI,2 (1935) Nearchos 1–2 (2132). Band XVII,1 (1936) Nete (141f.). Band XVIII,3 (1949) Panamaros (450–455). Band XIX,1 (1937) Peiroos (140). Supplement-Band VI (1935) Mambres (238–240), Molaria (508)[4]